# 서스캐처원주의 기

서스캐처원 주의 기

서스캐처원 주 총독의 기

서스캐처원 주의 기는 서스캐처원주의 깃발이다. 초록색과 노란색의 가로선으로 된 바탕에 서스캐처원 주의 문장과 주의 꽃인 붉은 백합이 새겨진 형태의 기이다.